# جورج كارل بولمان
جورج كارل بولمان (بالدنماركية: Georg Carl Bohlmann)‏ هو ملحن دنماركي، ولد في 8 أبريل 1838، وتوفي في 1920.

## وصلات خارجية
- جورج كارل بولمان على موقع ميوزك برينز (الإنجليزية)